# Honda Pilot
Honda Pilot — среднеразмерный кроссовер производства Honda, впервые представленный в Детройте в 2002 году. Это самый большой SUV в модельном ряду компании c тремя рядами сидений и 7- или 8-местной конфигурацией салона.
Построенный на общей платформе с Acura MDX, минивэном Honda Odyssey и седаном Honda Legend,  автомобиль имеет несущий кузов с передней подвеской McPherson спереди и многорычажной сзади. В кузов интегрирована рама для улучшения возможностей буксировки и проходимости на бездорожье.
Автомобиль представлен на рынках Северной и Латинской Америки, в России, Украине и на Ближнем Востоке. Все Honda Pilot выпускают в Линкольне, Алабама (США).

## Первое поколение

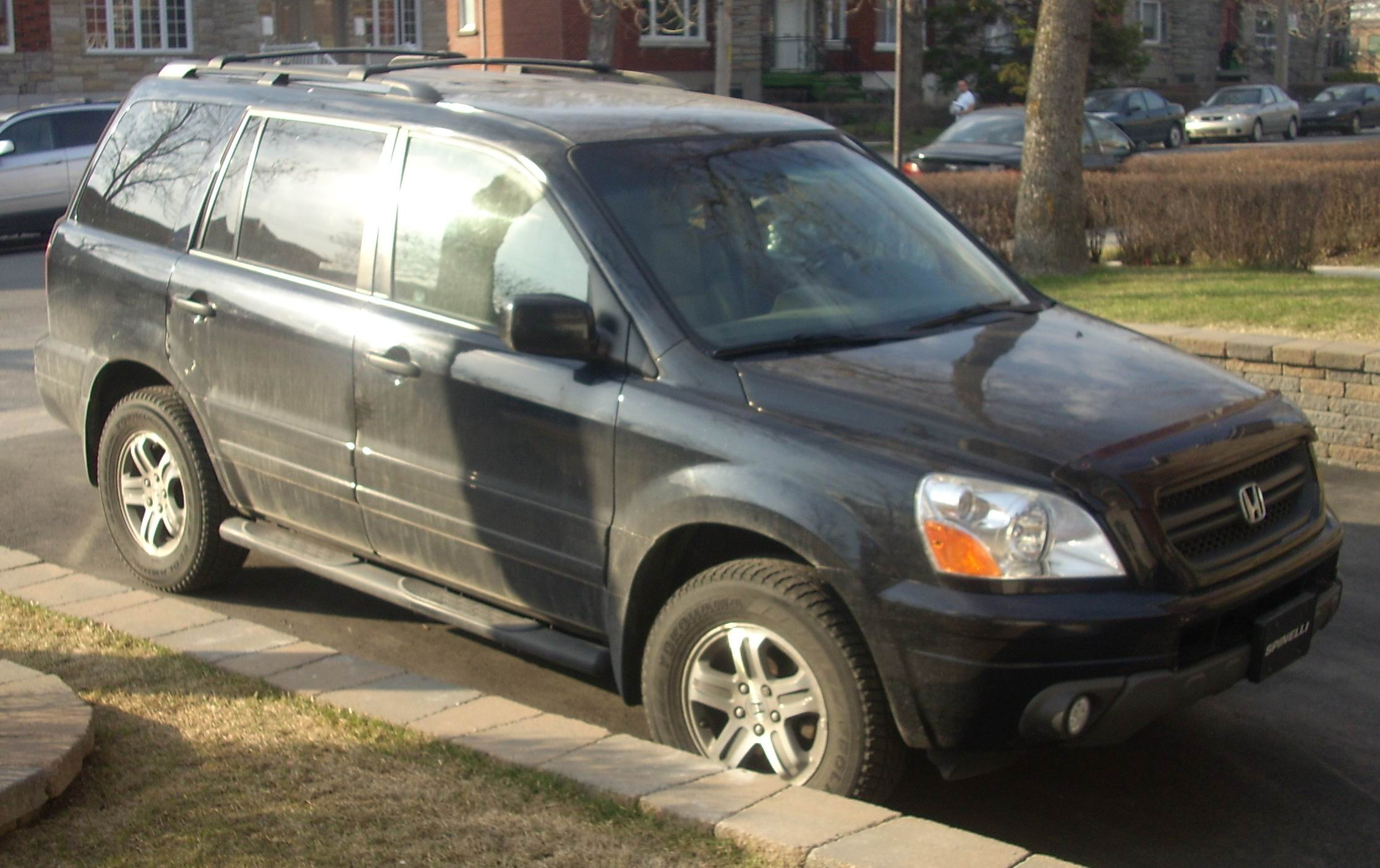
Honda Pilot 2003-2005 годы

Дизайн Pilot был разработан Рики Хсу (Ricky Hsu) в 1999 году. Автомобиль предусматривал установку трёх рядов сидений, последний из которых складывался в ровный пол для увеличения объёма багажника.
На Pilot были установлены дисковые тормоза с ABS и рулевое управление реечного типа, дополнительно автомобиль оснащался люком с электроприводом и мультимедийной системой с DVD и навигацией.
На первой генерации Pilot с 2002 по 2004 год устанавливался 3.5-литровый 24-клапанный двигатель VTEC V6 с индексом J35A4 мощностью 243 л.с. и 328 Н•м крутящего момента.
В 2005 году на смену J35A4 пришёл J35A6, оснащённый электронно-управляемой заслонкой. Его мощность составляла 259 л.с. и 339 Н•м крутящего момента.
Обновлённый Honda Pilot 2006–2007 м.г. оснащался двигателем J35Z1 для переднеприводной версии и J35A9 — для полноприводной. Мощность обоих моторов составляла 247 л.с. и 325 Н•м крутящего момента.
Переднеприводные версии Honda Pilot получили систему выборочной деактивации цилиндров (VCM), которая для экономии топлива при минимальных нагрузках отключала до трёх цилиндров. Коробка передач для всех версий кроссовера была одна — 5-ступенчатый «автомат».
Honda Pilot 2002–2005 м.г. оснащались системой полного привода VTM-4 с электромагнитной муфтой. При нормальных условиях движения VTM-4 передавала большую часть крутящего момента на передние колёса, а при их пробуксовке до 50% поступало на заднюю ось.
В автомобиле была предусмотрена принудительная блокировка заднего дифференциала, работающая на скоростях до 29 км/час, позволяла распределить момент поровну между каждым из задних колёс при движении автомобиля на первой, второй или задней передачах. При включенной блокировке электронный блок управления трансмиссией направляет максимально возможный момент на задние колеса.  

###### Рестайлинг
Honda обновила Pilot в октябре 2005 — у автомобиля поменялась решётка радиатора, фары и задние фонари. В салоне появились боковые подушки безопасности, новая панель приборов, элементы отделки из хрома и видоизменённые отсеки для хранения мелких вещей. Рестайлинговая версия выпускалась до декабря 2007 года.

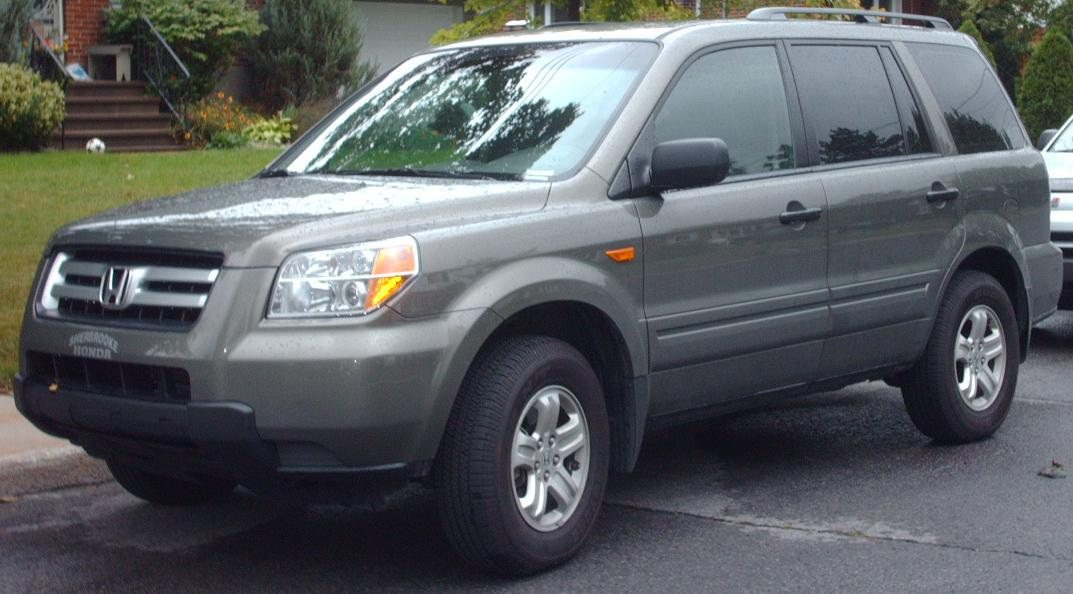
Honda Pilot 2006-2008 годы

## Второе поколение
Второе поколение (2008–2015) представлено в мае 2008 года на Североамериканском международном автосалоне. Продажи в США и Канаде стартовали в октябре 2008 года. На рынках США и Канады кроссовер предлагался в четырёх комплектациях: LX, EX, EX-L и Touring. И переднеприводная, и полноприводная версия оснащались новым двигателем — 3,5-литровым V6 VTEC мощностью 253 лошадиных силы при 5700 об/мин и 343 Н·м крутящего момента при 4800 об/мин. Трансмиссия — 5–ступенчатая АКПП.
Автомобиль получил сиденье водителя с электроприводом и функцией памяти положения и электропривод задней двери. Рычаг КПП переместился с рулевой колонки на центральную консоль между передними сиденьями. В комплектацию Touring также входила 120-вольтовая розетка и спутниковая навигация Honda.
В 2008 году Honda Pilot, изначально предназначавшийся для американского рынка, начали поставлять на российский рынок.

###### Рестайлинг
В 2012 году Honda Pilot получил новые легкосплавные диски, изменённую переднюю часть кузова и интерьер.
В стандартную комплектацию 2013 Honda Pilot включили камеру заднего вида, мультимедийную систему с 8-дюймовым дисплеем, USB-портом и Bluetooth, и трёхзонный климат-контроль.

## Третье поколение

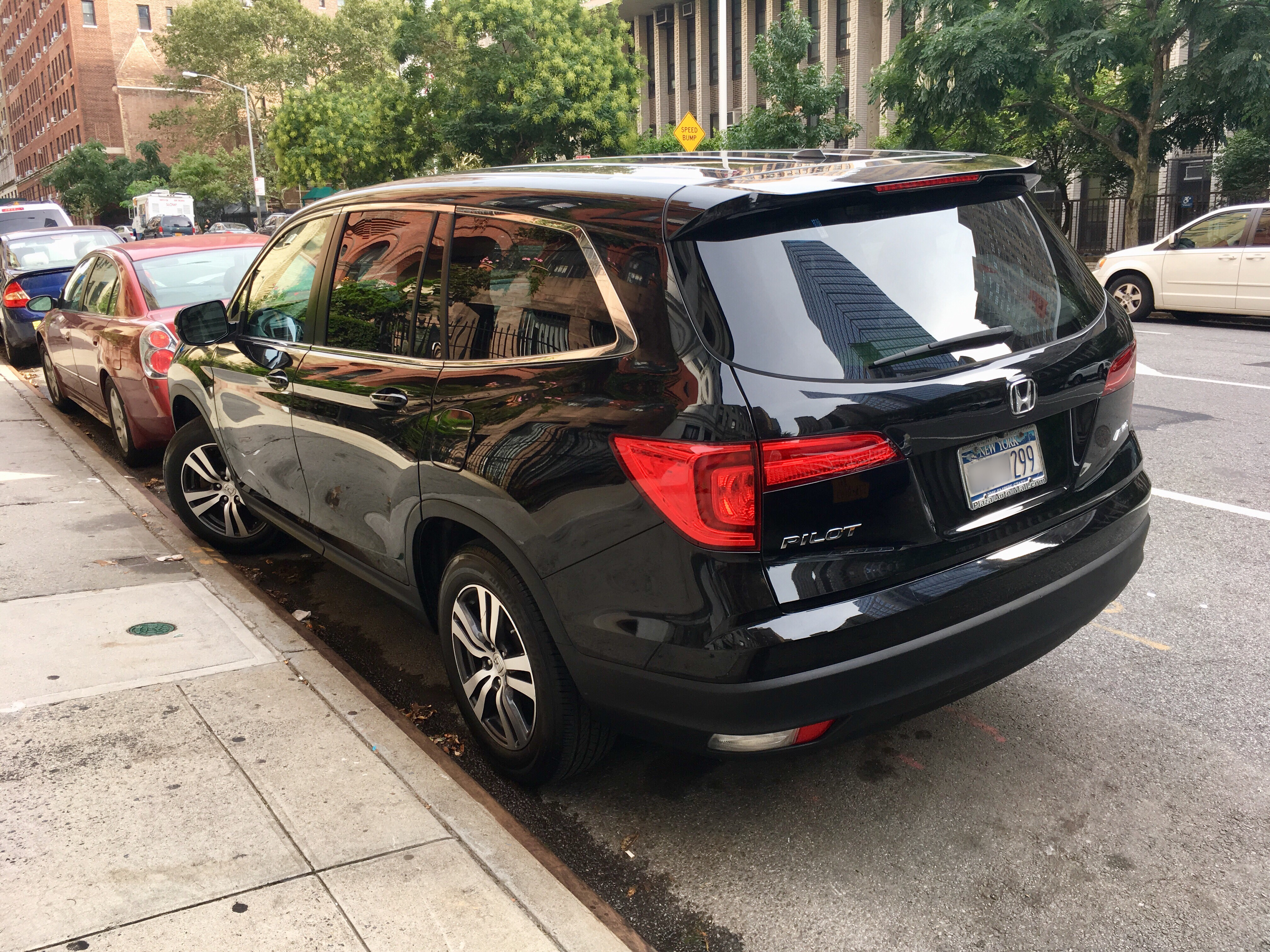
Honda Pilot третьего поколения

Третье поколение Honda Pilot дебютировало на Чикагском автосалоне в феврале 2015 года. В мае началось производство, а в июне новый автомобиль поступил в продажу на североамериканском рынке.
Honda Pilot получил новый дизайн, светодиодную головную оптику, дневные ходовые огни и задние стоп-сигналы. Среди нового оснащения Pilot появились задние сидения с подогревом, передние сидения с подогревом и вентиляцией и панорамная крыша.
Функции безопасности, доступные для Honda Pilot, пополнились боковой камерой LaneWatch, индикатором слепых зон, системой информирования о покидании полосы движения и удержания в ней, активным круиз-контролем и системой предотвращения фронтальных столкновений.
Модифицированный 3,5–литровый V6 оснастили прямым впрыском и системой старт–стоп. Он агрегатировался либо с 6-ступенчатым, либо с 9–ступенчатым автоматом ZF. Новая система полного привода, получившая название i-VTM4, динамически распределяет момент между осями и каждым из задних колёс для снижения недостаточной поворачиваемости и улучшения управляемости. Также для Pilot доступна система интеллектуального управления тягой с четырьмя режимами работы: нормальный, снег, грязь и песок.
Продажи третьего поколения Honda Pilot на российском рынке начались летом 2016 года. Автомобиль оснащался 3.0-литровым V6 мощностью 249 л.с. и 6-ступенчатой АКПП. Все комплектации Honda Pilot были доступны только с полным приводом и 8-местной конфигурацией салона. Pilot для российского рынка отличался от американской версии двигателем меньшего объёма, увеличенным до 200 мм дорожным просветом, специальными настройками системы полного привода и дополнительной шумоизоляцией.
В 2019 году в России начались продажи обновлённого Honda Pilot, который предлагался в трёх комплектациях: Lifestyle, Executive и Premium.